# Milorad Vujičić
Milorad A. Vujicic (Radoinja, 1 de febrero de 1869 - Belgrado, 29 de abril de 1936) fue un abogado y político serbio que se desempeñó como ministro en diversas carteras del Reino de los Serbios, Croatas y Eslovenos.  

## Biografía
Nació en el pueblo de Radoinja cerca de Nova Varoš en 1869 en una familia sacerdotal. Su padre, Anta, huyó a Serbia en 1875, en vísperas de la "guerra del Arce", y se instaló con su familia en Bajina Bašta. Milorad se educó en Čačak y en Užice, donde se graduó. Posteriormente estudió y se graduó de la Facultad de Derecho de la Gran Escuela de Belgrado en 1894. Comenzó a trabajar en la policía y en 1896 ascendió de oficial a jefe de distrito.
En 1898 empezó a trabajar como secretario del distrito de Jadranska Lešnica, para luego ser secretario y jefe del distrito de Podrinje, jefe del distrito de Azbukovački y funcionario del Ministerio del Interior en Belgrado, en 1909. Como oficial de reserva, Vujičić luchó para el ejército Serbio en las Guerras Balcánicas y la Primera Guerra Mundial; alcanzó el grado de capitán de primera clase y fue enviado a Odesa para formar al Cuerpo de Voluntarios Serbios a partir de prisioneros de guerra austrohúngaros en Rusia. Después del inicio de la Revolución de Octubre regresó a Serbia.
Después del fin de la guerra, se involucró en política: primero se afilió al Partido Popular Radical (NRS) y fue elegido por este movimiento como diputado por el distrito de Podrinje en 1920. En las elecciones de 1923, 1925 y 1927 fue elegido por el distrito de Užice, en las listas del NRS lideradas por Miloš Trifunović. Fue Vicepresidente de la Asamblea Nacional y durante el gobierno de Nikola Pašić fue elegido como Ministro del Interior (1922-1924), para posteriormente ser nombrado como Ministro de Construcciones (abril-diciembre de 1926), Ministro de Asuntos Religiosos (1926-1927) y Ministro de Correos y Telégrafos (en febrero de 1927) durante el gobierno de Nikola Uzunović y como Ministro de Justicia (febrero-julio de 1928) durante los gobiernos de Velimir Vukićević y de Anton Korošec (1928-1929). Tras la declaración de la Dictadura Real, el 6 de enero de 1929, dejó de participar en política.
Llegó a poseer varias condecoraciones, entre ellas la Orden del Águila Blanca, la Orden de San Sava y la Orden de la Estrella de Karadjordje. Murió en Belgrado el 26 de abril de 1936 y fue enterrado en la ciudad de Bajina Bašta.